# Rita McBride
Rita McBride (Des Moines (Iowa), 1960) is een Amerikaanse beeldhouwer en installatiekunstenaar.

## Leven en werk
McBride studeerde tot 1982 aan het Bard College in Annandale-on-Hudson (New York) en aansluitend tot 1987 bij John Baldessari aan het California Institute of the Arts in Valencia (Californië). In 1989 was zij artist in residence in Carson City en van 1991 tot 1992 verbleef zij met een Rome Prize Fellowship in Visual Arts in Rome. In 1995 verbleef zij als artist in residence in Palma de Mallorca en in 1999 met een beurs van de Deutsche Akademische Austauschdienst (DAAD) in Berlijn. Zij was gasthoogleraar aan de Akademie der bildende Künste in München en aan de École nationale supérieure des beaux-arts in Parijs. In 2002 was zij een der winnaars van de Guggenheim Fellowship.
De kunstenares woont en werkt in Düsseldorf. Zij is sinds 2003 hoogleraar beeldhouwkunst aan de kunstacademie Düsseldorf, waarvan zij vanaf 1 augustus 2013 directeur is.
In Nederland is werk van McBride opgenomen in de collectie van Museum De Pont.

## Enkele werken in de openbare ruimte
- 2002 : Arena[1], beeldenroute Irwell Sculpture Trail, Littleton Road in Salford
- 2010 : Carbon Obelisk, Emscherkunst 2010 aan de Emscher in het Ruhrgebied (in het kader van Ruhr.2010)
- 2010/11 : Mae West[2], Effnerplatz in München

## Fotogalerij

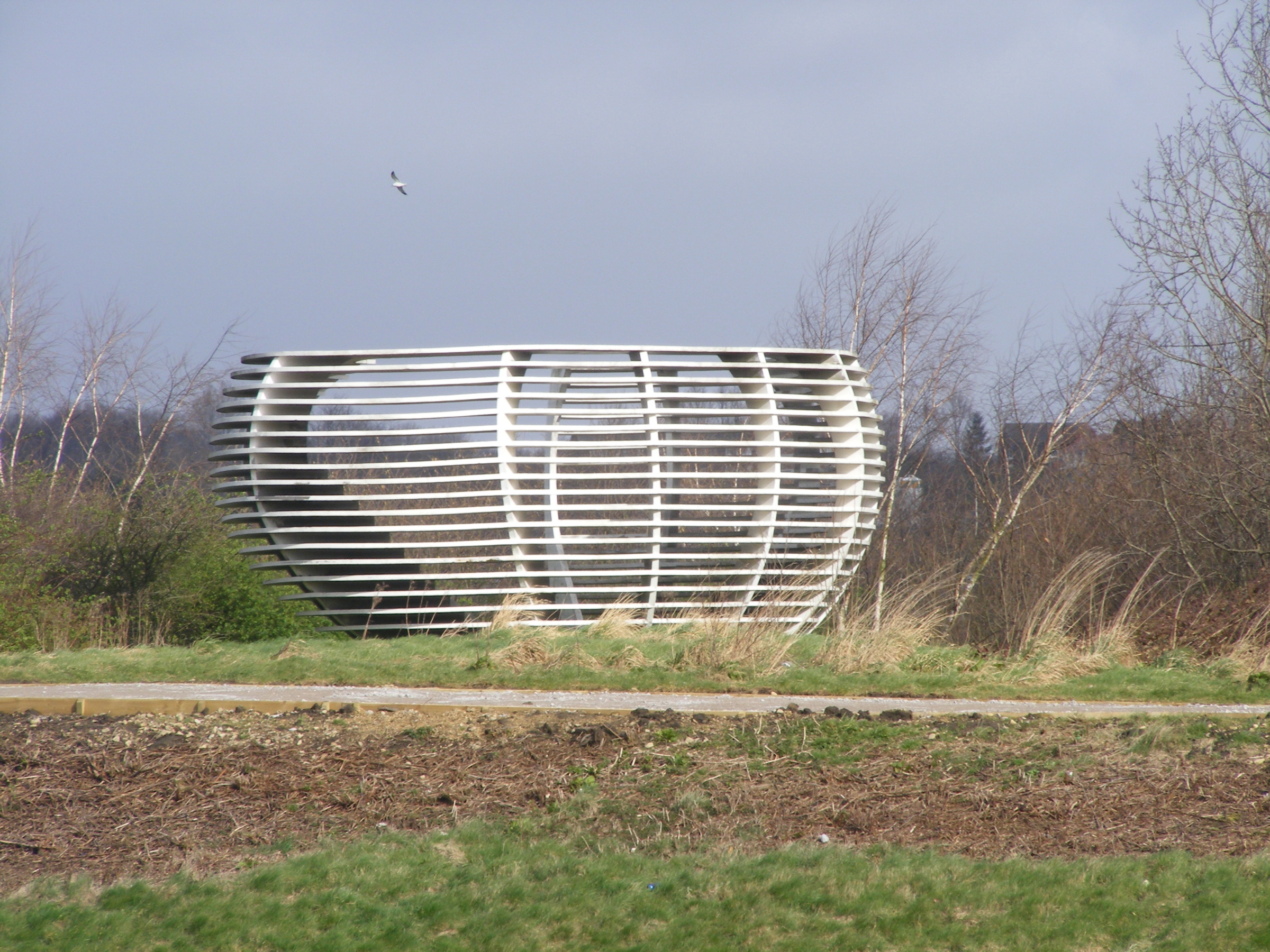
Arena (2002)
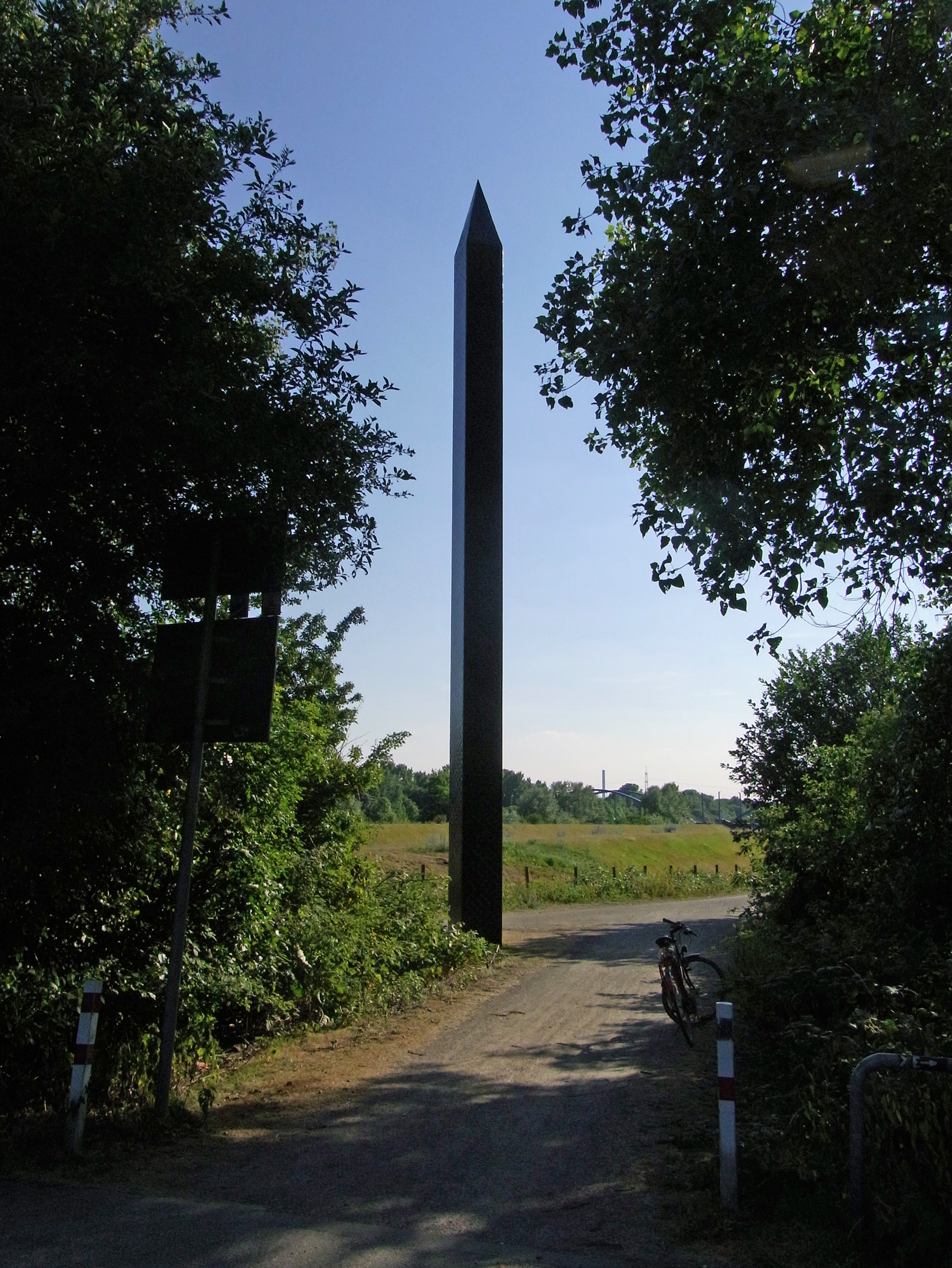
Carbon Obelisk (2010)
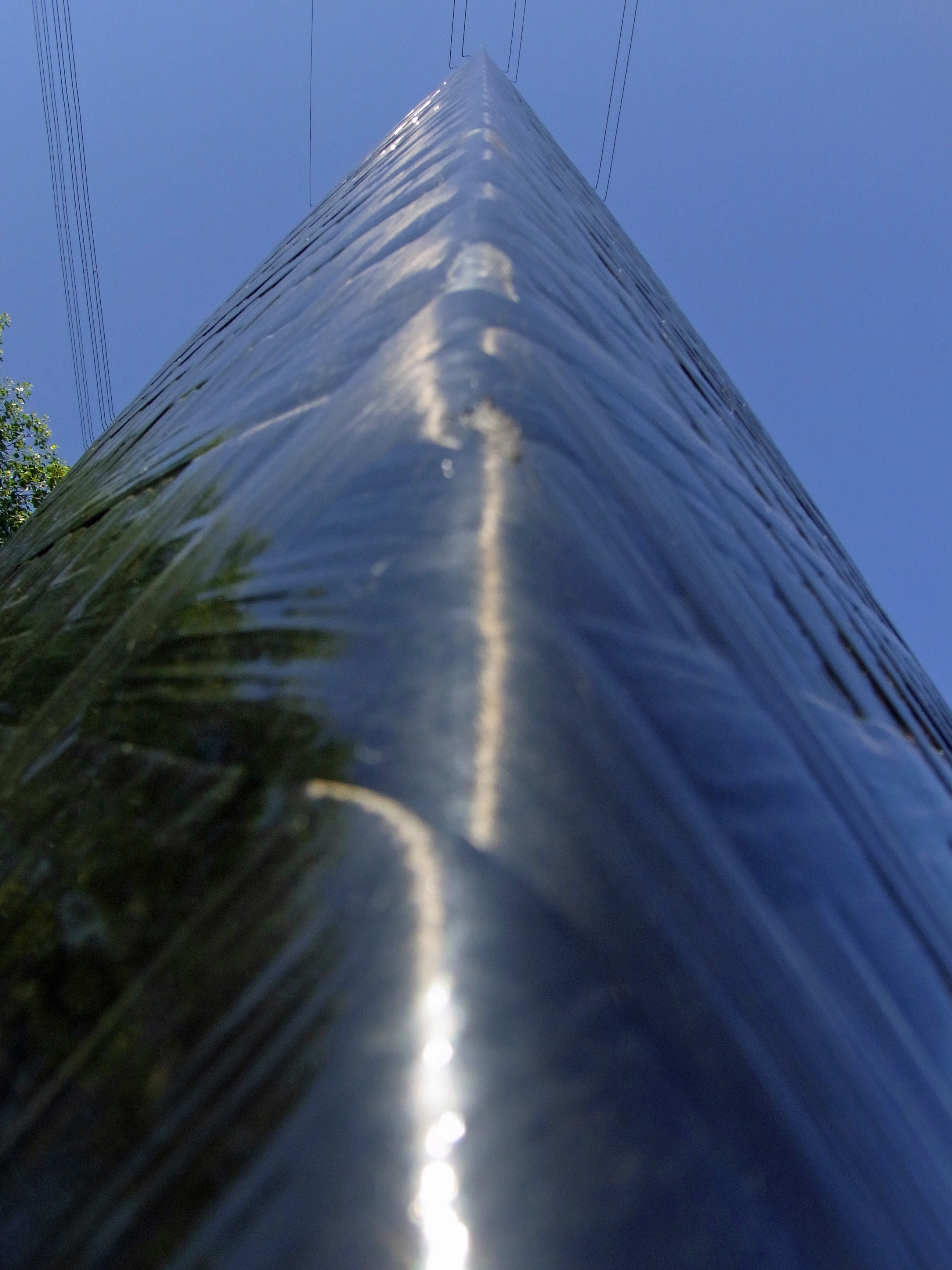
Detail
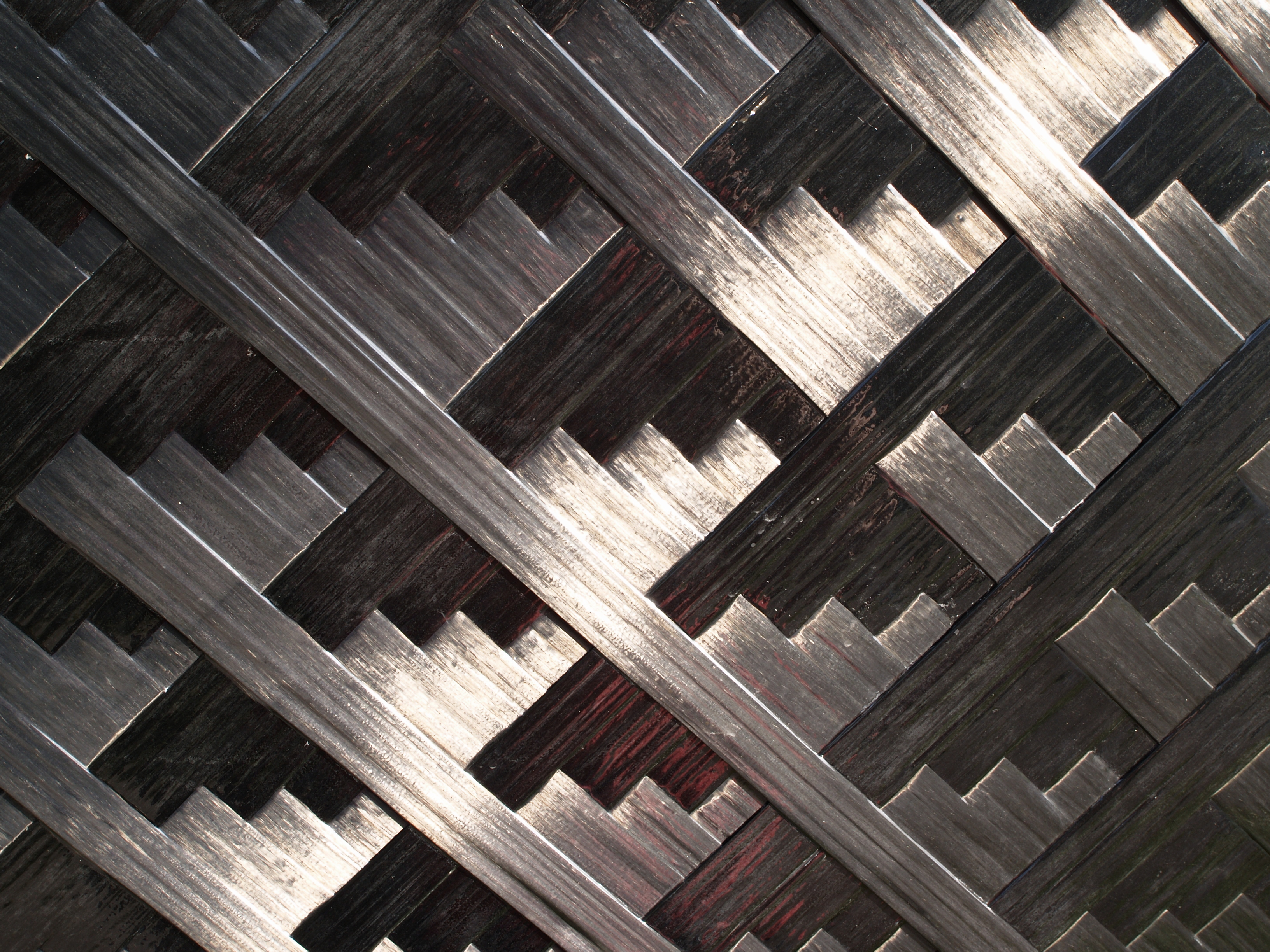
Detail
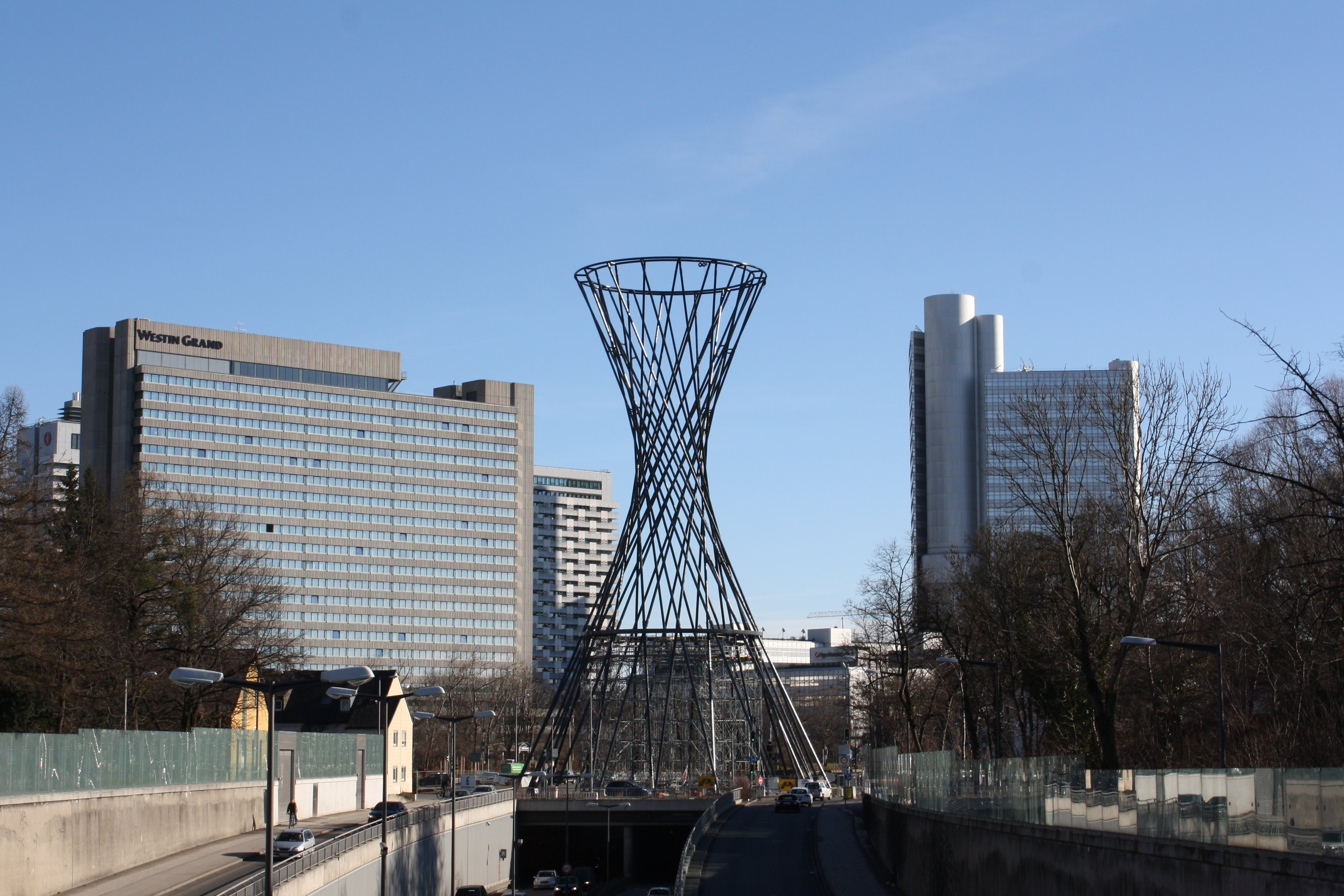
Mae West (2011)
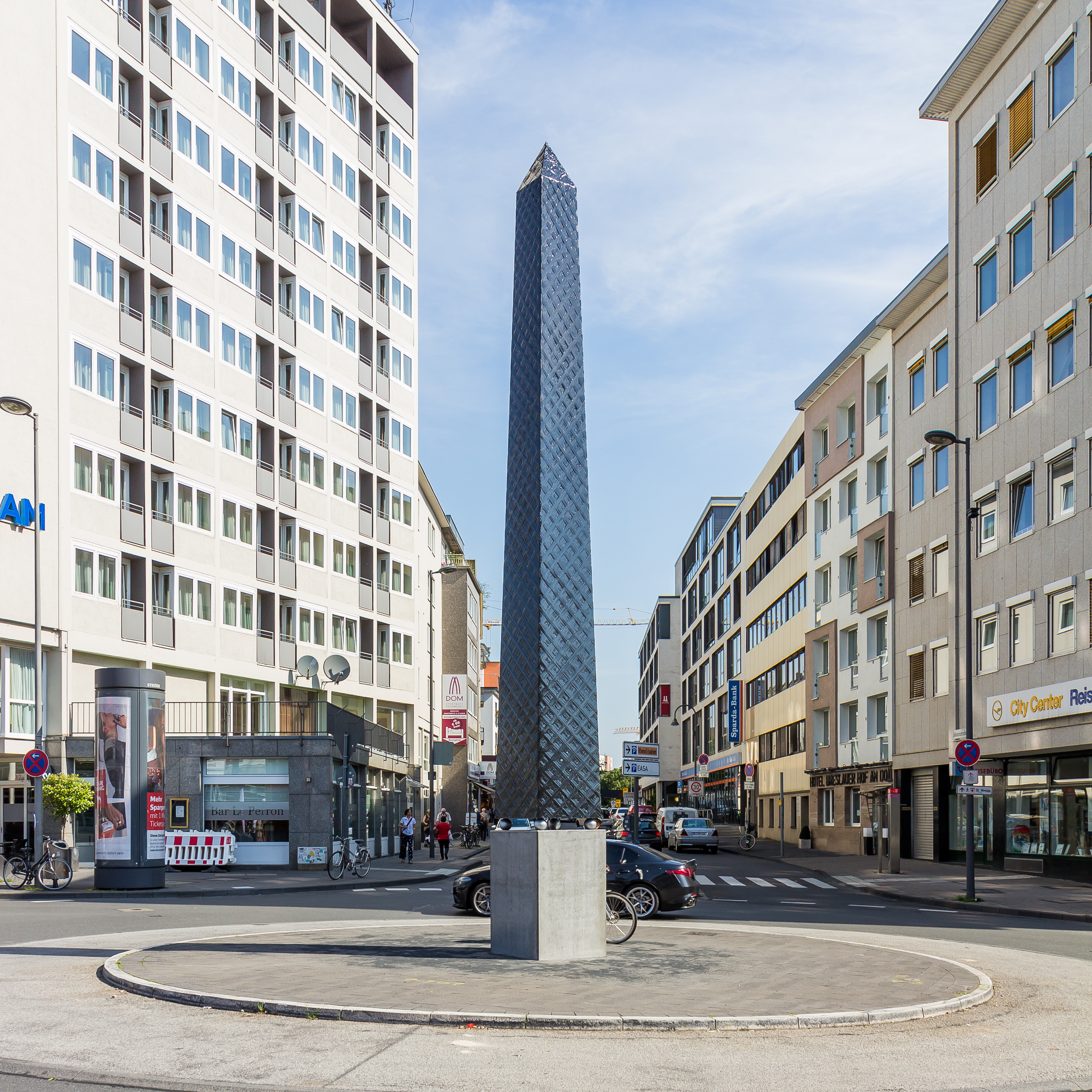
Obelisk of Tutankhamun (2017)